# بلانش مارفن
بلانش مارفن (بالإنجليزية: Blanche Marvin)‏ هي كاتِبة وكاتبة مسرحية أمريكية، ولدت في 1 سبتمبر 1924 في نيويورك في الولايات المتحدة.

## وصلات خارجية
- الموقع الرسمي